# Valoria de Aguilar
Valoria de Aguilar ist ein spanischer Ort in der Provinz Palencia der Autonomen Gemeinschaft Kastilien und León. Der ehemals selbständige Ort wurde in den 1970er Jahren zu Aguilar de Campoo eingemeindet. Er liegt drei Kilometer südlich vom Hauptort der Gemeinde. Er ist über die Straße N-611 zu erreichen.

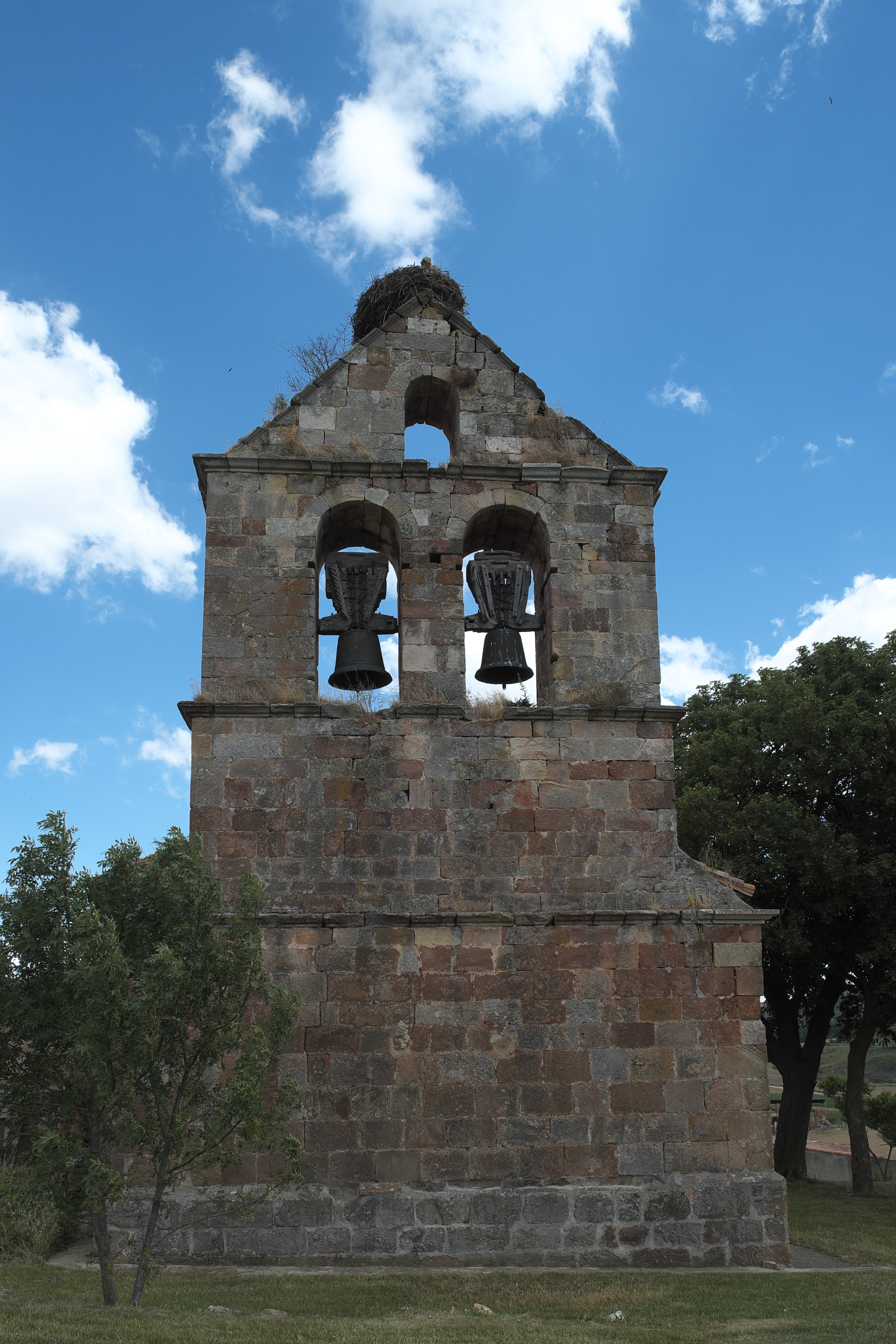
Pfarrkirche San Miguel

## Sehenswürdigkeiten
- Barocke Kirche San Miguel